# IMO番号

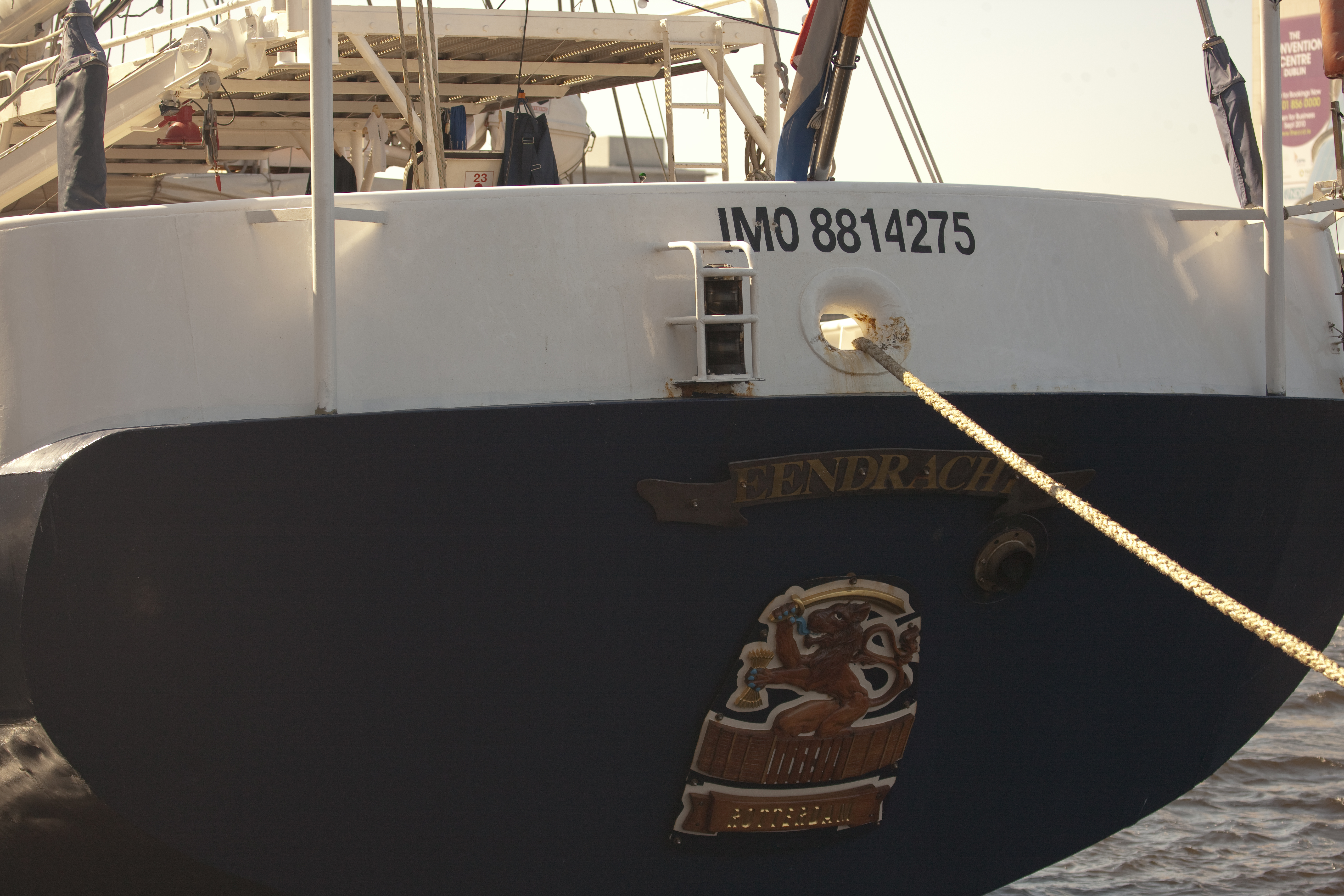
エンドラクトに付けられた"IMO 8814275"

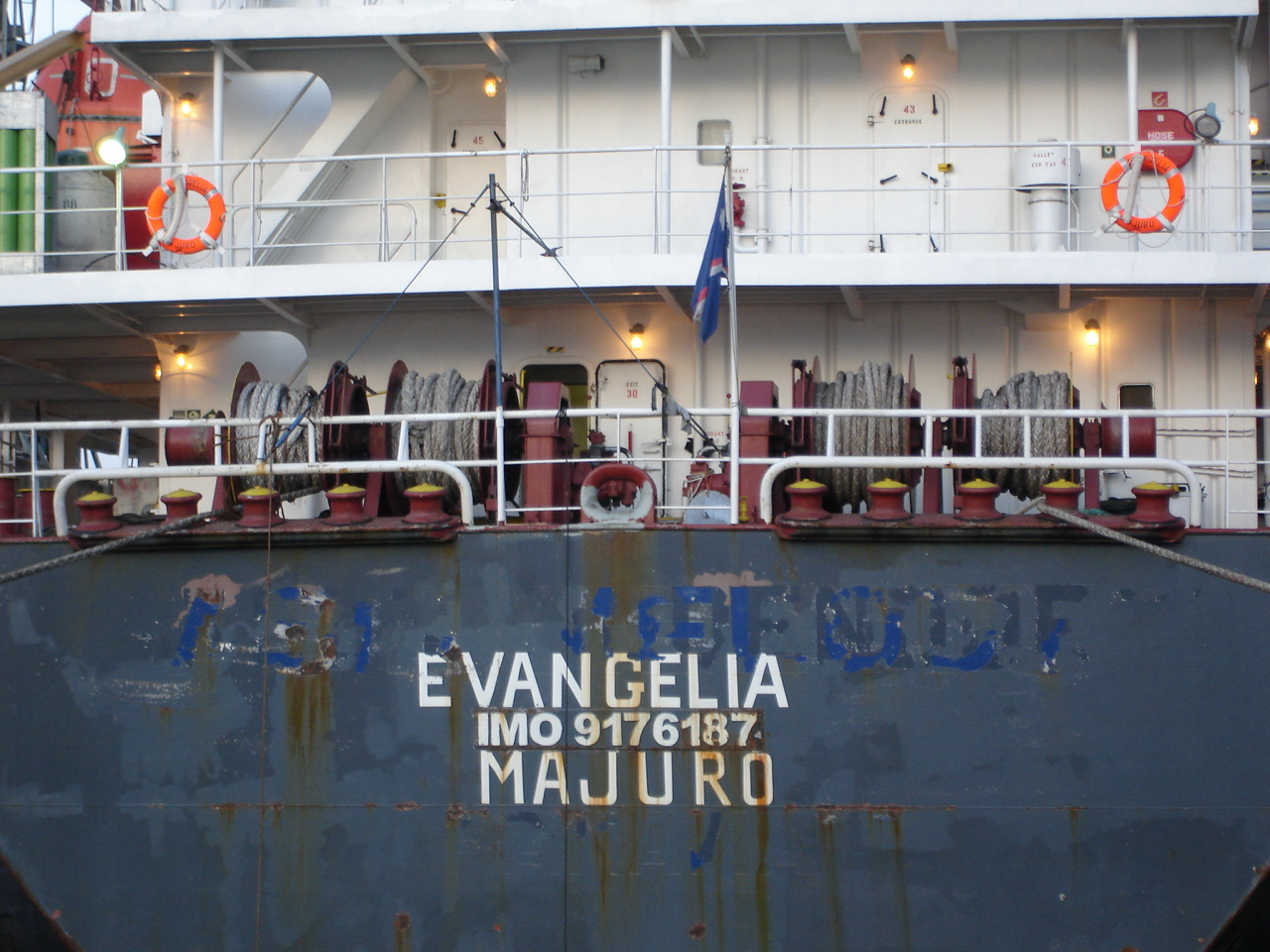
エヴァンゲリアの船尾に書かれている"IMO 9176187"

IMO番号（アイエムオーばんごう）とは、国際海事機関(IMO)が個々の船舶、船舶所有者、船舶管理者に与えられる番号。海上における人命の安全のための国際条約(SOLAS)によって海事上の安全、汚染防止及び海事上の詐欺行為の防止を促進させるため規定された。船舶に与えられたIMO番号は廃船になるまで変更されることがなく、所有者や船籍が変更されたとしても変更されない。

## IMO船舶識別番号
IMO船舶識別番号は"IMO"の3文字に7桁の数字によって構成されており、海上における人命の安全のための国際条約(SOLAS)によって規定されている。
7桁の数字のうち、前の6桁はランダムの数字で、最後の1桁はチェックディジットである。チェックディジットは以下のように計算できる：IMO 9074729: (9×7) + (0×6) + (7×5) + (4×4) + (7×3) + (2×2) = 139.